# Port lotniczy Rovaniemi
Port lotniczy Rovaniemi (fiń.: Rovaniemen lentoasema, ang.: Rovaniemi Airport, kod IATA: RVN, kod ICAO: EFRO) – lotnisko położone 10 kilometrów na północ od centrum Rovaniemi, w północnej Finlandii. W 2006 obsłużyło 432 tys. pasażerów.

## Linie lotnicze i połączenia
| Linia Lotnicza        | Kierunek |
| --------------------- | --- |
| Air France            | Sezonowo: 1. Paryż-Charles de Gaulle |
| Austrian Airlines     | Sezonowo: 1. Wiedeń |
| EasyJet               | Sezonowo: 1. Amsterdam 2. Berlin 3. Birmingham 4. Bordeaux 5. Bristol 6. Edynburg 7. Genewa 8. Londyn-Gatwick 9. Londyn-Luton 10. Lyon 11. Manchester 12. Mediolan-Malpensa 13. Neapol 14. Nicea 15. Paryż-Charles de Gaulle |
| Edelweiss Air         | Sezonowe czartery: 1. Zurych |
| Eurowings             | Sezonowo: 1. Berlin 2. Düsseldorf 3. Hamburg 4. Stuttgart |
| Finnair               | 1. Helsinki Sezonowo: 1. Tromso (od 26 października 2025) |
| Iberia                | Sezonowo: 1. Madryt |
| KLM                   | Sezonowo: 1. Amsterdam |
| LOT                   | Sezonowo: 1. Warszawa (od 27 listopada 2025) |
| Lufthansa             | Sezonowo: 1. Frankfurt |
| Luxair                | Sezonowo: 1. Luksemburg |
| Neos                  | Sezonowo: 1. Mediolan-Malpensa 2. Rzym-Fiumicino |
| Norwegian Air Shuttle | 1. Helsinki Sezonowo: 1. Barcelona (od 3 grudnia 2025) 2. Londyn-Gatwick 3. Monachium |
| Ryanair               | Sezonowo: 1. Bruksela-Charleroi 2. Dublin 3. Liverpool 4. Londyn-Stansted |
| SAS                   | Sezonowo: 1. Kopenhaga |
| SunExpress            | Sezonowo: 1. Stambuł |
| Transavia             | Sezonowo: 1. Paryż-Orly |
| TUI Airways           | Sezonowo: 1. Birmingham 2. Bristol 3. Londyn-Gatwick 4. Manchester 5. Newcastle |
| Turkish Airlines      | Sezonowo: 1. Stambuł |
| Vueling               | Sezonowo: 1. Barcelona |